# NGC 7803
NGC 7803 је лентикуларна галаксија у сазвежђу Пегаз која се налази на NGC листи објеката дубоког неба.
Деклинација објекта је + 13° 6' 41" а ректасцензија 0h 1m 20,0s. Привидна величина (магнитуда) објекта NGC 7803 износи 13,2 а фотографска магнитуда 14,1. NGC 7803 је још познат и под ознакама UGC 12906, MCG 2-1-11, CGCG 433-13, HCG 100A, IRAS 23587+1249, PGC 101.